# Sicalis citrina
El chirigüe citrino  (Sicalis citrina), también denominado jilguero cola blanca (en Argentina y Paraguay), semillero de cola rayada, canario coliblanco (en Colombia), canarito (en Venezuela) o chirigüe de cola listada (en Perú), es una especie de ave paseriforme de la familia Thraupidae perteneciente al género Sicalis. Es nativo del centro y norte de Sudamérica.

## Distribución geográfica y hábitat
Se distribuye de forma fragmentada por América del Sur encontrándose en Venezuela, Guyana, Surinam, Bolivia, Perú, Brasil, Colombia y Argentina.
Esta especie es considerada poco común y local en sus hábitats naturales: los campos limpios, campos cerrados y cerrados abiertos. Aparentemente es poco adaptable a áreas de pastos artificiales en haciendas, así como tantas otras especies endémicas de los campos limpios naturales. Principalmente entre los 800 y los 2800 m s. n. m., por lo tanto no en tierras bajas.

## Descripción
Mide 12 cm de longitud. Es oliváceo por arriba, con la frente amarilla contrastando con el dorso rayado de negro; amarillo por abajo con el pecho lavado de oliva. Tiene blanco en la mitad distal de las plumas más externas de la cola (que son difíciles de ver en campo). La hembra es más marrón por arriba y amarillo claro en las partes inferiores, todas estriadas de negro. La hembra es el único chirigüe con rayado extenso sobre fondo amarillento.

## Comportamiento
El comportamiento es semejante al chirigüe sabanero (Sicalis luteola) con quien es simpátrico, a pesar de formar bandadas menos numerosos, y con quien a veces forma bandadas mixtas, especialmente en la temporada no reproductiva. No acostumbra acercarse a habitaciones humanas. Recorre el suelo, posa en arbustos y cercas. Es migratorio, desaparece periódicamente de ciertos lugares.

### Alimentación
Se alimenta de semillas e insectos que las encuentra en las plantas, en el suelo o en los pastizales.

### Vocalización
El canto es musical y variado, un flujo de silbidos agudos y suaves, agradables, «suichiti, suich-iú, suich-iú», dado a partir de una percha expuesta, a veces en vuelo de exhibición. En el sur de Bolivia, aves en percha dan una serie bastante diferente de notas arrastradas «tiiiiy?chiiuuuuuu-güit», a pesar de que su gorjeo en vuelo es más similar.

## Sistemática

### Descripción original
La especie S. citrina fue descrita por primera vez por el ornitólogo austríaco August von Pelzeln en 1870 bajo el nombre científico Sycalis citrina; la localidad tipo es «Jaguaraíba, Paraná, Brasil».

### Etimología
El nombre genérico femenino Sicalis proviene del griego «sikalis, sukalis o sukallis»: pequeño pájaro de cabeza negra, mencionado por Epicarmo, Aristóteles y otros, no identificado, probablemente un tipo de curruca Sylvia; y el nombre de la especie «citrina» proviene del latín  «citrinus»: color amarillo limón, cítrico.

### Taxonomía
Las subespecies son muy pobremente diferenciadas, y tal vez sería mejor tratada como monotípica.

### Subespecies
Según las clasificaciones del Congreso Ornitológico Internacional (IOC) y Clements Checklist/eBird v.2019 se reconocen tres subespecies, con su correspondiente distribución geográfica::
- Sicalis citrina browni Bangs, 1898 - oeste y norte de Colombia (Santa Marta, Antioquia, Cauca, Santander, y Cundinamarca), Venezuela (Serranía del Perijá, montañas costeras, Trujillo, cerro Duida y tepuyes de Bolívar y Amazonas) y las regiones de tepuyes adyacentes de Guyana, Surinam y norte de Brasil (localmente al este hasta Amapá).
- Sicalis citrina occidentalis Carriker, 1932 - sureste de Perú (Puno) y noroeste de Argentina (Salta, Tucumán y este de La Rioja).
- Sicalis citrina citrina Pelzeln, 1870 - este de Brasil (sur de Pará, Goiás y Piauí, hacia el sur hasta el este de Mato Grosso y Paraná).